# Юстиниан (Овчинников)
Архиепи́скоп Юстиниа́н (в миру — Ви́ктор Ива́нович Овчи́нников; род. 28 января 1961, Костерёво, Владимирская область, РСФСР, СССР) — епископ Русской Православной Церкви; — архиепископ Элистинский и Калмыцкий.
Имеет гражданство Республики Молдова с 25 ноября 2001 года.

## Биография
Родился 28 января 1961 года в городе Костерево Владимирской области.
В 1978 году окончил среднюю школу. В 1983 году окончил исторический факультет Ивановского государственного университета.
С июля 1983 года по июль 1984 года — старший иподиакон епископа Ивановского и Кинешемского Амвросия (Щурова).
В 1984 году поступил в Московскую Духовную Семинарию.
В 1985—1986 годы служил в Вооружённых силах СССР в Читинской области.
В 1986—1988 годы — старший иподиакон ректора МДАиС епископа Дмитровского Александра (Тимофеева).
24 марта 1988 года наместником Троице-Сергиевой Лавры архимандритом Алексием (Кутеповым) пострижен в монашество с именем Юстиниан в честь благоверного царя Иустиниана Великого.
На Пасху 1988 г. (10 апреля) рукоположён в сан диакона, 26 июня — в сан иеромонаха.
С 1988 года обучался в Богословском институте Бухареста (Румыния), который окончил в 1992 году со степенью магистра богословия; тема дипломной работы — «История русских старообрядцев-липован в Румынии».
В 1991 году работал референтом Отдела внешних церковных сношений Московского Патриархата.

### Архиерейство
1 сентября 1995 года в московском Донском монастыре был хиротонисан в сан епископа Дубоссарского, викария Кишинёвской епархии.
6 октября 1998 года был назначен епископом новообразованной Тираспольской и Дубоссарской епархии.
25 февраля 2008 года был возведён в сан архиепископа.
8 марта 2009 года, в праздник Торжества православия, восстановил спустя 140 лет (поимённое упоминание в чине Торжества Православия имён государственных преступников было отменено в 1869 году) традицию анафематствования гетмана Ивана Мазепы по чину, составленному в 1708 году митрополитом Стефаном (Яворским).
27 июля 2009 года решением Священного Синода включён в состав Межсоборного присутствия.
С 5 марта 2010 года освобождён от должности управляющего Тираспольской и Дубоссарской епархией и назначен управляющим Патриаршими приходами в США, викарием Святейшего Патриарха Московского и всея Руси и архиепископом Наро-Фоминским.
С 26 июля 2012 года по 17 июня 2013 решением Священного Синода временно управлял Аргентинской и Южноамериканской епархией.
25 июля 2014 года решением Священного Синода Русской Православной Церкви избран правящим архиереем Элистинской епархии.
Не вошёл в новый состав Межсоборного присутствия, утверждённый 23 октября 2014 года решением Священного Синода Русской православной церкви.

## Сочинения
Книги
- Сборник проповедей, произнесенных в 2011—2014 годах / [ред.-сост. А. В. Алексеев]. — Элиста: Библиотека международного историко-литературного журнала «Странникъ», 2014. — 212 л. цв. ил., 20 см.[9]
- Общение с паствой и обществом во время служения в Приднестровье (1995—2010) / [ред.-сост. А. В. Алексеев]. — Элиста: Библиотека международного историко-литературного журнала «Странникъ», 2015. — 168 л. цв. ил., 20 см.[10]
- По тропе воспоминаний. К 20-летию архиерейской хиротонии / Архиепископ Юстиниан (Овчинников), [ред.-сост. А. А. Федотов]. — Элиста, 2015. — 307 л. цв. ил., 21 см.[11]
- Архиерейское служение на Калмыцкой земле. — Элиста, 2015. — 34 л. цв. ил., 26 см.[12][13]

## Награды

### Церковные
- Орден преподобного Сергия Радонежского II степени (РПЦ, 2001 год)
- Орден преподобного Серафима Саровского II степени (РПЦ, 2005 год)[14]
- Орден «Рождество Христово — 2000» II степени (УПЦ МП, 2001 год)
- Орден благоверного господаря Стефана Великого I степени (Православная церковь Молдовы, 2010 год)[15]
- Орден благоверного господаря Стефана Великого II степени (Православная церковь Молдовы, 2003 год)
- Орден преподобного Паисия Величковского II степени (Православная церковь Молдовы, 2005 год)[16]
- Орден святителя Иннокентия Московского II степени (РПЦ, 2011 год)[17]
- Орден «За заслуги перед Православной Церковью Казахстана» (Казахстанский Митрополичий Округ, 2012 год)[18]

### Светские
- Орден «Трудовая слава» (Молдавия) (2000 год)
- Медаль «В память 850-летия Москвы»
- Орден Республики (ПМР) (31 августа 1996 года) — за заслуги в становлении и развитии Православной церкви и в связи с 6-й годовщиной образования Приднестровской Молдавской Республики[19]
- Орден «За личное мужество» (ПМР) (23 декабря 1999 года) — за большой вклад в дело укрепления государственности, единства многонационального народа Приднестровской Молдавской Республики, значительные успехи в деле возрождения христианской православной веры, культуры, нравственности и в связи с 2000-летием возникновения христианства[20]
- Орден Почёта (ПМР) (1 сентября 2005 года) — за заслуги в деле возрождения Православия в Приднестровской Молдавской Республике и в связи с 10-летием Архиерейской Хиротонии во Епископы[21]
- Юбилейная медаль «Десять лет Приднестровской Молдавской Республике» (18 августа 2000 года) — за большой вклад в дело возрождения Православия, воспитания духовности, нравственности нашего народа и в связи с 10-летием со дня образования Приднестровской Молдавской Республики[22]
- Почётный гражданин Тирасполя (2010)[23][24]
- Почётный гражданин Комрата (2012)[25]